# Heinz Pollak
Pour les articles homonymes, voir Pollak.
Heinz Pollak (né le 30 mai 1913 à Kremsmünster, mort le 19 août 1974 à Vienne) est un producteur de cinéma autrichien.

## Biographie
Heinz Pollak va dans une école de génie mécanique et fait un apprentissage dans le secteur de l'électricité. Il a sa première expérience dans l'industrie du cinéma en tant que projectionniste. Pollak fait le service militaire comme photographe de presse.
Après son retour de captivité en 1947, Pollak devient distributeur au sein de Bergland-Film. En 1951, il commence son travail en tant que directeur de production. Heinz Pollak est directeur jusqu'en 1963 régulièrement pour le réalisateur Franz Antel.
Les productions supervisées par Pollak sont essentiellement de simples films de divertissement, notamment des comédies et des Heimatfilms.

## Filmographie
- 1951 : Eva erbt das Paradies
- 1954 : Das Lied von Kaprun (Das Lied der Hohen Tauern)
- 1955 : Oh – diese lieben Verwandten (de)
- 1955 : Das Erbe vom Pruggerhof
- 1956 : Liebe, Schnee und Sonnenschein
- 1956 : Kaiserball
- 1957 : Vier Mädels aus der Wachau
- 1957 : Le Chant du bonheur
- 1958 : Ooh … diese Ferien (de)
- 1958 : Liebe, Mädchen und Soldaten (de)
- 1958 : Solang' die Sterne glüh'n
- 1959 : Les Géants de la forêt
- 1959 : Kein Mann zum Heiraten (de)
- 1960 : Sooo nicht, meine Herren! (de)
- 1960 : L'Héritage de Björndal
- 1960 : Gustav Adolfs Page (de)
- 1960 : Rêve de jeune fille
- 1961 : Ruf der Wildgänse (de)
- 1961 : Der Bauer als Millionär (de)
- 1961 : Adorable Julia
- 1962 : Mariandls Heimkehr
- 1962 : Waldrausch
- 1962 : …und ewig knallen die Räuber
- 1963 : Das große Liebesspiel
- 1963 : Im singenden Rößl am Königssee
- 1964 : La Chevauchée vers Santa Cruz
- 1964 : Unsere tollen Tanten in der Südsee
- 1964 : Le Ranch de la vengeance
- 1964 : Jetzt dreht die Welt sich nur um dich (de)
- 1965 : Du suif dans l'Orient-Express
- 1965 : An der Donau, wenn der Wein blüht
- 1965 : Le Congrès s'amuse
- 1965 : Duel à la vodka
- 1966 : Maigret fait mouche
- 1967 : Mittsommernacht (de)
- 1968 : Ein dreifach Hoch dem Sanitätsgefreiten Neumann
- 1969 : Der Mann mit dem goldenen Pinsel (de)
- 1969 : Ehepaar sucht gleichgesinntes (de)
- 1970 : Hurra, unsere Eltern sind nicht da (de)
- 1970 : L'Homme qui vient de la nuit
- 1970 : Musik, Musik – da wackelt die Penne (de)
- 1970 : Nachbarn sind zum Ärgern da (de)
- 1971 : Je suis une vicieuse (de)
- 1971 : Hilfe, die Verwandten kommen (de)
- 1971 : Verliebte Ferien in Tirol
- 1971 : Sie liebten sich einen Sommer (de)
- 1972 : Mensch ärgere dich nicht (de)
- 1972 : Hauptsache Ferien (de)